# Processa modica
Processa modica är en kräftdjursart som beskrevs av Williamson, in Williamson och Rochanaburanon 1979. Processa modica ingår i släktet Processa, och familjen Processidae. Arten har ej påträffats i Sverige.